# 拉古拉姆·拉詹
拉古拉姆·古米塔·拉詹（1963年2月3日—）是一位印度經濟學家，於2013年接任第23任印度儲備銀行總裁。他曾是印度財政部首席經濟顧問，2003年至2006年間，擔任國際貨幣基金組織（IMF）首席經濟學家。在此之前，他是美國芝加哥大学布斯商学院財政學教授。

## 生平
1963年生於印度博帕爾的泰米爾人家庭中，其父親為印度政府中的高級行政官員。
1991年，於麻省理工學院下的史隆管理學院取得博士學位，論文主題為「關於銀行的評論」（Essays on Banking）。
2013年9月4日，擔任印度儲備銀行第23任總裁。2016年9月4日，因與莫迪政府意見不合，不獲延聘。繼任者為乌尔吉特·帕特尔。